# D. P. Manu
D. P. Manu (* 24. Juni 2000 in Belur, Karnataka) ist ein indischer Leichtathlet, der sich auf den Speerwurf spezialisiert hat.

## Sportliche Laufbahn
Erste internationale Erfahrungen sammelte D. P. Manu im Jahr 2022, als er bei den Commonwealth Games in Birmingham mit einer Weite von 82,28 m den fünften Platz im Speerwurf belegte. Im Jahr darauf gewann er bei den Asienmeisterschaften in Bangkok mit 81,01 m die Silbermedaille hinter dem Japaner Genki Dean. Anschließend belegte er bei den Weltmeisterschaften in Budapest mit 84,14 m im Finale den sechsten Platz. Nach einem auf Anabolika positiven Dopingtest, wurde er kurz vor den Olympischen Spielen 2024 vorläufig suspendiert und 2025 rückwirkend für vier Jahre gesperrt.
2022 wurde Manu indischer Meister im Speerwurf.